# Phytelephas
Phytelephas es un género con 28 especies de plantas con flores perteneciente a la familia de las palmeras (Arecaceae). Es originario de América tropical desde Panamá hasta Sudamérica.
La semilla de Phytelephas sp. es conocida generalmente como tagua (Centroamérica) o marfil vegetal, mientras que la palmera es llamada Yarina o Jarina en Sudamérica.

## Taxonomía
El género fue descrito por Ruiz & Pav. y publicado en Systema Vegetabilium Florae Peruvianae et Chilensis 299–301. 1798. La especie tipo es: Phytelephas macrocarpa Ruiz et Pav.
Etimología
Phytelephas: nombre genérico que deriva de las palabras griegas: phyt = "planta" y elephas = "elefante", en referencia a su uso como fuente de marfil vegetal.

## Especies
- Phytelephas aequatorialis Spruce
- Phytelephas macrocarpa Ruiz et Pav.
- Phytelephas schottii H.Wendl.
- Phytelephas seemannii O.F.Cook
- Phytelephas tenuicaulis (Barfod) A.Hend.
- Phytelephas tumacana Cook & Wash